# Tomoka Takeuchi
Tomoka Takeuchi –en japonés, 竹内智香, Takeuchi Tomoka– (Asahikawa, 21 de diciembre de 1983) es una deportista japonesa que compite en snowboard, especialista en la prueba de eslalon gigante paralelo.
Participó en cuatro Juegos Olímpicos de Invierno, entre los años 2002 y 2014, obteniendo una medalla de plata en Sochi 2014, en el eslalon gigante paralelo. Ganó una medalla de bronce en el Campeonato Mundial de Snowboard de 2015, en la prueba de eslalon gigante paralelo.

## Medallero internacional
| Juegos Olímpicos   | Juegos Olímpicos      | Juegos Olímpicos  | Juegos Olímpicos         |
| Año                | Lugar                 | Medalla           | Competición              |
| ------------------ | --------------------- | ----------------- | ------------------------ |
| 2014               | Sochi (Rusia)         | Medalla de plata  | Eslalon gigante paralelo |
| Campeonato Mundial |                       |                   |                          |
| Año                | Lugar                 | Medalla           | Competición              |
| 2015               | Kreischberg (Austria) | Medalla de bronce | Eslalon gigante paralelo |